# Grzegorz Sinko
Grzegorz Sinko (ur. 13 czerwca 1923 w Krakowie, zm. 30 marca 2000 w Warszawie) – polski anglista, profesor Uniwersytetu Warszawskiego.

## Życiorys
Syn filologa klasycznego Tadeusza Sinki. Dzieciństwo i młodość spędził w Krakowie. Uczęszczał do Gimnazjum i Liceum im. Bartłomieja Nowodworskiego w Krakowie, gdzie w 1939 zdał małą maturę. 
W czasie okupacji niemieckiej, w latach 1940–1941 uczył się w szkole handlowej (Staatliche Handelsfachschule). Następnie pracował jako goniec, stenotypista, księgowy w firmie „Spójnia Budowlana”, a w końcu jako korespondent handlowy niemiecko-polski w fabryce części rowerowych w Krakowie. Jednocześnie na tajnych kursach poziomu licealnego zdał egzamin dojrzałości na tajnych kompletach, następnie w latach 1944–1948 studiował filologię angielską na Uniwersytecie Jagiellońskim. Po jej ukończeniu podjął pracę na Uniwersytecie Wrocławskim, gdzie w 1950 roku doktoryzował się. Od 1953 roku związany z Warszawą i tamtejszym uniwersytetem, gdzie był kierownikiem Katedry Filologii Angielskiej (1965–1969) i dyrektorem Instytutu Filologii Angielskiej (1970–1971). W latach 1953–1957 pracował w Państwowym Instytucie Sztuki. Habilitował się w 1955 roku na podstawie pracy John Walcot and his school. W 1964 otrzymał nominację na profesora nadzwyczajnego. Zwolniony z UW z powodów politycznych w 1971 roku, podjął pracę w Instytucie Sztuki PAN. W latach 1971–1977 był wykładowcą Państwowej Wyższej Szkoły Teatralnej w Warszawie. Od 1982 roku członek Towarzystwa Naukowego Warszawskiego. 
Specjalizował się w historii literatury angielskiej, a także historii i teorii dramatu. Od rozpoczęcia kariery naukowej w 1947 roku opublikował ponad 450 artykułów krytycznych, esejów, przekładów i recenzji. Edytor dzieł Daniela Defoe, Charlesa Dickensa i Williama Shakespeare’a. Tłumaczył sztuki teatralne z języków angielskiego i niemieckiego. Autor takich prac jak Kryzys języka w dramacie współczesnym. Rzeczywistość czy złudzenie? (1977) i  Postać sceniczna i jej przemiany w teatrze XX wieku (1988).
Jego żoną była Zofia Sinko (1919–2006), profesor Instytutu Badań Literackich, historyk literatury doby oświecenia, tłumaczka i edytorka dzieł literatury angielskiej.
Zginął tragicznie jako ofiara rozboju, napadnięty przed swoim domem przez atakujących starsze osoby złodziei, chcących ukraść podjęte w tym dniu w banku pieniądze. Został pochowany na cmentarzu komunalnym Północnym (kwatera O-I-16-8-60).

## Ordery i odznaczenia
- Krzyż Oficerski Orderu Odrodzenia Polski (6 października 1998)[7][5]
- Odznaka „Zasłużony Działacz Kultury” (1978)[4]

## Nagrody
- Nagroda Fundacji Literatury za rok 1988 za książkę Postać sceniczna i jej przemiany w teatrze XX wieku (1989)[4]